# Kościół Świętych Apostołów Piotra i Pawła i klasztor Bazylianów w Berezweczu
Kościół (Cerkiew) Świętych Apostołów Piotra i Pawła i klasztor Bazylianów w Berezweczu – nieistniejący kościół (cerkiew) unickiego zakonu bazylianów, stanowiący część założenia kościelno-klasztornego tego zakonu w Berezweczu. Leżał nad jeziorem Podłużnym.

## Historia i architektura
Zespół kościelno-klasztorny dla zakonu bazylianów ufundował w 1637 wojewoda mścisławski Józef Korsak Głębocki; unici przejęli w Berezweczu dawny monaster prawosławny. Korsak nadał Bazylianom dobra Berezwecz z sześcioma wsiami oraz Wierzbołów na Suwalszczyźnie. W latach 1756–1763 drewniana cerkiew i monaster zostały zastąpione nowymi obiektami, według projektu architekta Antonio Paracca. Klasztor budowano do 1767 roku.
Kościół bazyliański stanowił najwybitniejszy i może najdojrzalszy przykład baroku wileńskiego. Jego dwuwieżowa fasada została wzniesiona prawie całkowicie przy użyciu form architektonicznych. Zastosowano symetrycznie kształtowane wklęsło-wypukłe płaszczyzny ścian w obrębie każdego z trzech członów fasady co stworzyło efekt jej falowania. To samo wygięcie fasady wyznaczało w planie skośną pozycję wszystkich elementów dźwigających – kolumn, filarów i pilastrów, wolut i prowadziło do całkowitego wyeliminowania geometrycznej płaszczyzny elewacji. Kształt architektoniczny elewacji decyduje o tym, iż fasada kościoła w Berezweczu stanowiła najbardziej konsekwentną realizację rokokowej zasady formowania architektury.
Po powstaniu listopadowym, na synodzie w Połocku w 1839, rozporządzeniem carskim zlikwidowano unię na ziemiach litewskich i białoruskich; klasztory bazyliańskie zlikwidowano lub przekształcono w monastery prawosławne. Unicki klasztor w Berezweczu został zamieniony na prawosławny monaster, a kościół na cerkiew prawosławną. Monaster męski funkcjonował do 1874 r., natomiast w latach 1901–1919 w dawnym klasztorze bazyliańskim działał żeński monastyr prawosławny.
W okresie dwudziestolecia międzywojennego ten dawny kościół unicki zamieniono na rzymskokatolicki, a w zabudowaniach klasztornych (opuszczonych przez mniszki, które udały się do Wilna, gdzie dołączyły do miejscowej wspólnoty) stacjonował Korpus Ochrony Pogranicza. 
W 1939 r. z dzwonnicy klasztoru nacierającą Armię Czerwoną przez jakiś czas powstrzymywał ogień z polskiego karabinu maszynowego. Władze radzieckie zorganizowały w klasztorze więzienie NKWD, jedno z największych na ziemiach zajętych przez ZSRR. Więziono tu Polaków  a także obywateli państw nadbałtyckich. W trakcie likwidacji więzienia w czerwcu 1941, zamordowano tu ok. 800 Polaków (zobacz Droga śmierci Berezwecz-Taklinowo).
W czasie okupacji niemieckiej (1941–1944) w klasztorze dalej mieściło się więzienie i obóz dla jeńców radzieckich. Zginęły tysiące ludzi.
2 kwietnia 1949 Połocki obwodowy komitet wykonawczy podjął decyzję o rozbiórce rzekomo awaryjnego budynku kościoła na cegłę, co wkrótce było dokonane.
W istniejącym nadal, dwukondygnacyjnym budynku klasztornym do dziś mieści się więzienie. Cechy stylowe budynku zostały zatarte.
Nawiązaniem do architektury kościoła bazyliańskiego jest wzniesiony z inicjatywy ks. Tadeusza Krawczenki – według projektu Michała Bałasza – w latach 1991–1996 Kościół Zmartwychwstania Pańskiego w Białymstoku.

## Galeria

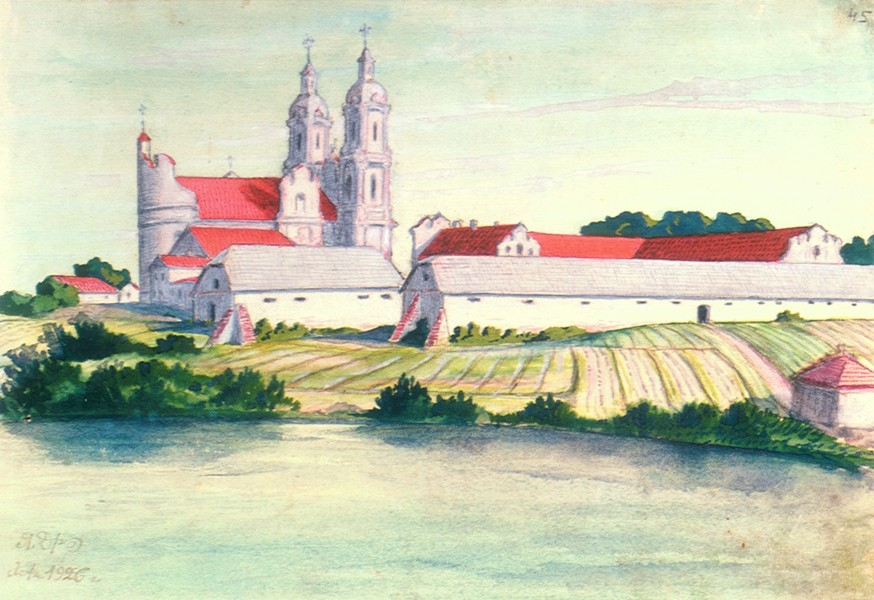
Kościół i klasztor na obrazie Józefa Drozdowicza z 1926 roku
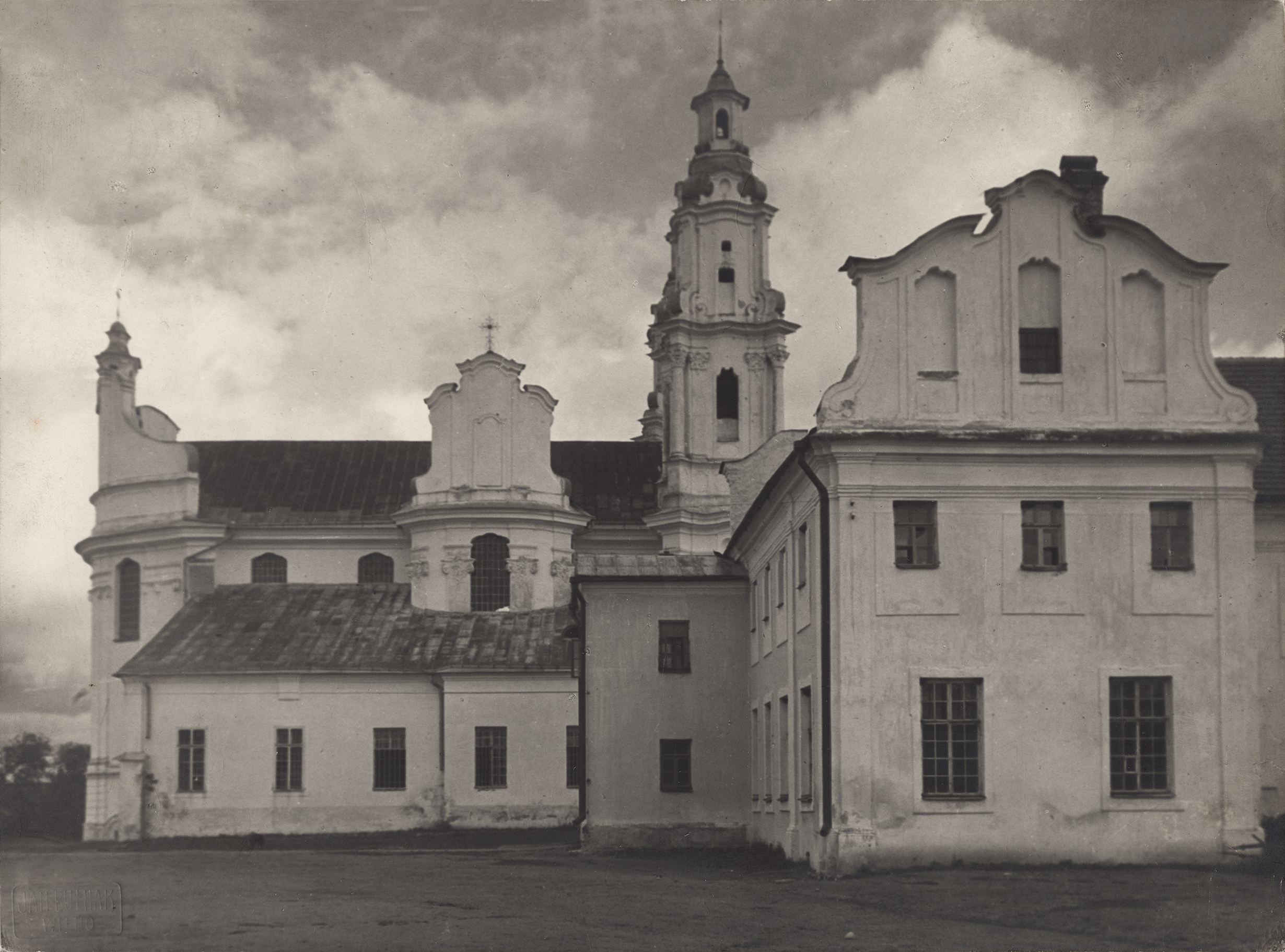
Fasada boczna kościoła i fragment budynku klasztoru w latach 30. XX w. Zdjęcie aut. Jana Bułhaka
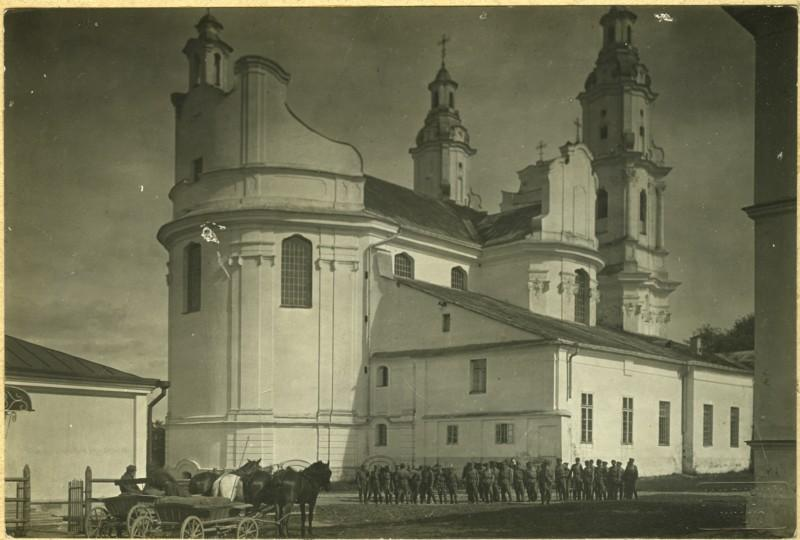
Kościół w latach 30. XX w. (aut. Jan Bułhak)
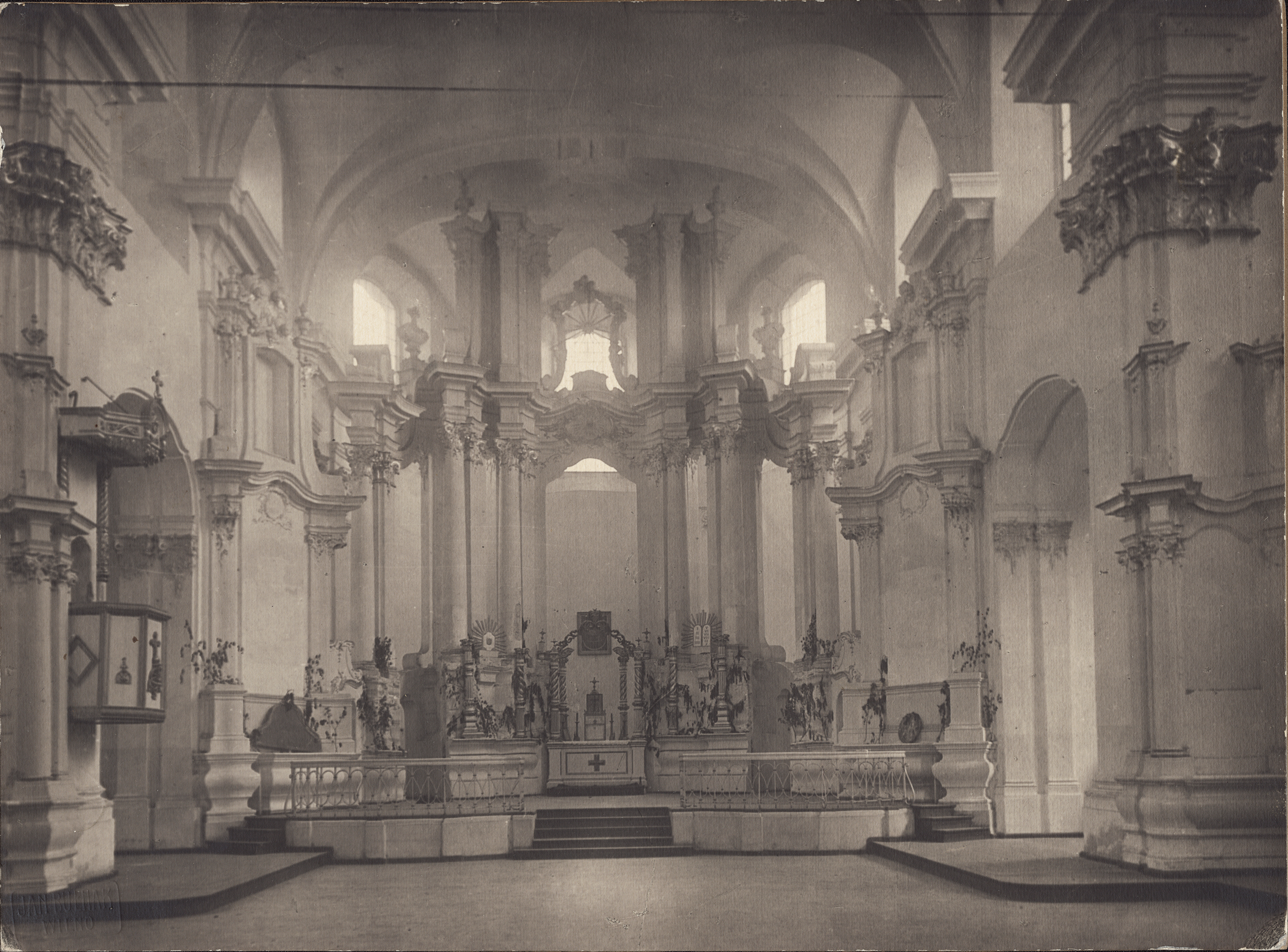
Wnętrze kościoła (aut. Jan Bułhak)